# Victorious (banda sonora)
Victorious: Music from the Hit TV Show Es el álbum debut de la banda sonora de la serie de televisión del mismo nombre de Nickelodeon. Fue lanzado el 2 de agosto de 2011 por Columbia Records y Nickelodeon Records. La mayor parte del álbum fue interpretado por la actriz principal de la serie, Victoria Justice. Otros cantantes que aparecen en el álbum son Ariana Grande, Elizabeth Gillies, Leon Thomas III, Miranda Cosgrove y Matt Bennett. Se trata de un álbum de pop y pop adolescente que incluye canciones con letras sobre el amor, la amistad y la autoestima. Las críticas del álbum fueron en general mixtas, con elogios hacia las voces y el atractivo comercial, pero también recibió críticas por ser poco original y demasiado pulido.
Victorious: Music from the Hit TV Show fue promocionado con seis sencillos. Freak the Freak Out, Beggin' on Your Knees y Best Friend's Brother entraron en la lista «Billboard» Hot 100 de Estados Unidos, mientras que Make It Shine, Leave It All to Shine y You're the Reason aparecieron en la lista estadounidense «Billboard» Bubbling Under Hot 100. Debutó en la lista de álbumes Billboard 200 de Estados Unidos en el número cinco con 41 000 copias vendidas. También alcanzó el número uno en las listas Kid Albums y Soundtracks Albums de Billboard en Estados Unidos. Fuera de Estados Unidos, el álbum entró en las listas de Austria, España, Suiza, Alemania y Reino Unido.

## Antecedentes y lanzamiento
En una entrevista realizada en abril de 2010 con ClevverTV, la actriz de Victorious Victoria Justice declaró que había estado grabando música para la banda sonora de la serie y confirmó que se lanzaría tras la conclusión de la primera temporada de “Victorious”.  En una entrevista con Teen Vogue en agosto de 2011, Justice explicó que el reparto de “Victorious” casi nunca grababa junto en el estudio cuando trabajaban en la banda sonora.  Cada miembro iba individualmente a grabar sus partes cuando no estaban rodando. Si no tenían tiempo, grababan durante el fin de semana. Justice afirmó que ella y el reparto estaban orgullosos de la banda sonora.  Victorious: Music from the Hit TV Show fue lanzado oficialmente para descarga digital y streaming por Columbia Records y Nickelodeon Records el 2 de agosto de 2011.

## Composición
El álbum cuenta con el uso intensivo de sintetizadores, caja de ritmos y Auto-Tune, prominente en canciones como "Freak the Freak Out" y "Make It Shine". Los temas líricos implican romance ligero, feliz y triste, y afirmaciones de autoestima.
La mezcla de algunas pistas en el álbum están ligeramente alterados en comparación con las versiones escuchadas en el show. Las voces de "Tell Me That You Love Me" se escuchan con un piano en el show, pero la canción tiene más instrumentos en la banda sonora. En este álbum, "Finally Falling" elimina la estrofa inicial de Avan Jogia. La versión del espectáculo de "All I Want Is Everything" tiene voces más prominentes de los otros miembros del reparto. Las versiones completas de las dos primeras pueden escucharse en streaming en el sitio web del programa para estudiantes, TheSlap.com.

## Promoción

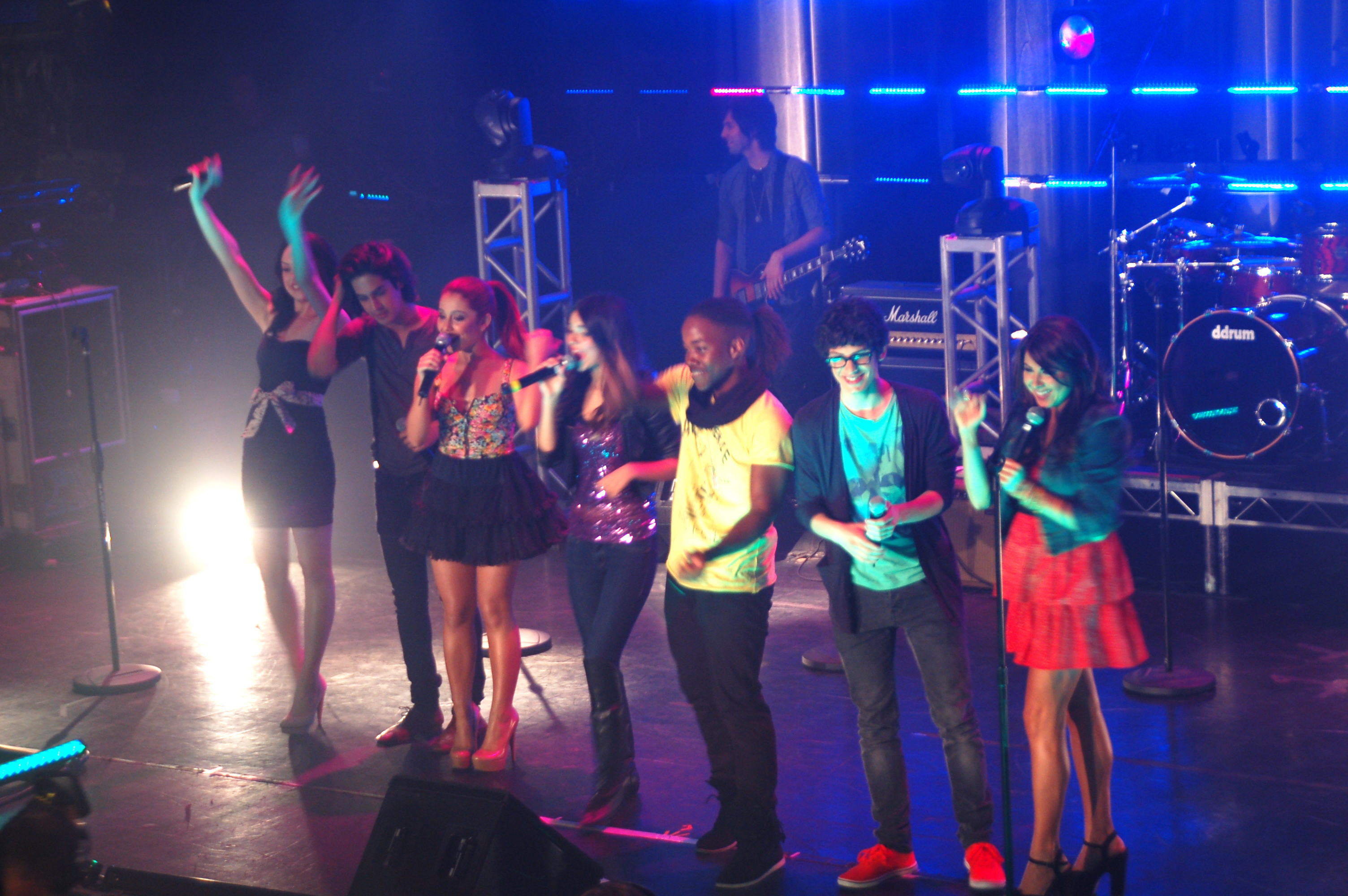
El elenco de «Victorious» actuando en el Avalon Theater de Avalon, California el 26 de mayo de 2011.

Nickelodeon se asoció con Walmart para promocionar un concierto de «Victorious», y el 26 de mayo de 2011 se celebró un concierto único en el Teatro Avalon de Avalon, California.  En él participaron Justice y el reparto de «Victorious», que interpretaron varias canciones de la serie para promocionar la banda sonora.  Más tarde, Nickelodeon volvería a asociarse con Walmart para promocionar el concierto y la banda sonora, con productos relacionados con «Victorious» que se vendieron exclusivamente en las tiendas Walmart en julio de 2011 en todo Estados Unidos y Canadá.  Walmart Soundcheck financió y filmó el concierto, y más tarde lo retransmitieron íntegramente en la página web de Walmart Soundcheck y en las tiendas Walmart el 6 de agosto de 2011. 

## Sencillos
El primer sencillo de la banda sonora, «Freak the Freak Out», fue puesta en descarga el 19 de noviembre de 2010. La canción fue incluida en el especial de la serie “Loca de Frustración”, y es la única canción de la banda sonora de más éxito lanzado, con un pico en el Billboard Hot 100 en el n.º 50. El sencillo fue acompañado por un vídeo musical de dos minutos que se estrenó en Nickelodeon a mediados de noviembre. «Beggin' on Your Knees» fue lanzado casi un año después de que el primer sencillo fue lanzado y se presentó en el primer episodio de la segunda temporada, llamado “Rogando de Rodillas”, Victoria Justice canta la canción al final del episodio y en el 2011 en el pre-show de los Kids Choice Awards 2011. Fue la banda sonora segundo sencillo de mayor éxito, alcanzando el n.º 58 en el Billboard Hot 100. La canción fue acompañada de un vídeo musical dirigido por Marc Wagner, que fue lanzado el 12 de marzo de 2011. «Best Friend's Brother», fue el tercer sencillo lanzado de la banda sonora el 20 de mayo de 2011, que apareció en la segunda temporada en el episodio “La Arruina Bailes”. El vídeo musical para el sencillo fue lanzado el 28 de mayo de 2011 y debutó en el Billboard Hot 100 en el n.º 93 y alcanzó el puesto n.º 86. «All I Want Is Everything» fue el cuarto sencillo lanzado de la banda sonora lanzada el 2 de septiembre de 2011, y fue acompañado por un video musical en el mismo día. «You're the Reason» fue el quinto y último sencillo lanzado del álbum, lanzado el 3 de diciembre de 2011.

### Sencillos promocionales
El primer sencillo promocional de la banda sonora era la canción de la serie temática Make It Shine, que fue lanzado el 13 de abril de 2010, es la canción de la serie temática y le da nombre al álbum. La canción también sirve como el primer sencillo promocional de la banda sonora de la serie. Alcanzó el puesto n.º 16 en Billboard's Bubbling Under Hot 100 Singles en los Estados Unidos. Leave It All to Shine es el segundo sencillo promocional de la banda sonora interpretada por Victoria Justice y Miranda Cosgrove. Es una mezcla de la canción principal de iCarly, Leave It All to Me y la canción principal del álbum, Make It Shine.
Fue estrenada el 22 de mayo del 2011 en las radios y el 11 de junio el vídeo original. Se posicionó en el puesto n.º 24 en el Bubbling Under Hot 100 Singles. Leave It All to Shine, fue lanzado 10 de junio de 2011 como el segundo sencillo promocional del álbum y tocó en el especial de iCarly de 90 minutos especiales “Fiesta con Victorious” por los miembros del reparto de ambos iCarly y Victorious. «You're the Reason (Acoustic Version)» fue lanzada como tercer y último sencillo promocional del disco el 3 de diciembre de 2011.

## Recepción crítica
Bob Hoose y Steven Isaac, de Plugged In, afirmaron que Victorious: Music from the Hit TV Show tiene «voces bien ensayadas y con un sonido limpio, acompañadas de melodías pegadizas». Consideraron que las canciones del álbum sonaban como «derivados bien producidos de otras canciones que quizá hayas escuchado recientemente en lo más alto de las listas de éxitos». Joe DeAndrea, escribiendo para AbsolutePunk, le dio al álbum una puntuación del 72 %, opinando que las canciones «ni siquiera son tan malas». Afirmó que las canciones en las que participa Justice «podrían funcionar perfectamente como material de Katy Perry o Pink y podrían ser «un clásico del verano».
En una reseña más negativa, William Ruhlmann, de AllMusic, calificó el álbum con tres estrellas de cinco, diciendo que la música del álbum era de naturaleza «estereotipada». Kyle Anderson, en su artículo para Entertainment Weekly, otorgó a “Victorious: Music from the Hit TV Show” una calificación de B−. Comentó que Justice y el reparto de “Victorious” «se visten con un armario lleno de estilos musicales y personalidades, pero nunca encuentran el que les queda bien». Anderson señaló que Justice es «mejor como la reina del baile despreciada», pero consideró que «por lo demás, se pierde en un laberinto de espejos de pop adolescente impecablemente aburrido».

### Rendimiento comercial
Victorious: Music from the Hit TV Show debutó y alcanzó el número cinco en la lista estadounidense «Billboard» 200 con 41 000 copias vendidas.  El álbum alcanzó el número cinco en la lista de Álbumes digitales de Estados Unidos y en la lista de Álbumes más vendidos de Estados Unidos. También alcanzó el número uno en la lista de Álbumes infantiles de Estados Unidos y en la lista de Álbumes de bandas sonoras de Estados Unidos. Fuera de Estados Unidos, el álbum alcanzó el puesto número 35 en Austria, el número 36 en España, el número 69 en Suiza y el número 100 en Alemania. Además, alcanzó el puesto número 66 en la lista UK Album Downloads, el número 13 en la lista de álbumes de banda sonora del Reino Unido y el número 10 en la lista UK Compilation Albums. “Victorious: Music from the Hit TV Show” recibió la certificación de disco de plata en el Reino Unido por parte de la British Phonographic Industry (BPI) por vender 60 000 unidades.

## Lista de canciones
| Standard edition |                                    |                                                                     |          |  |
| N.º              | Título                             | Artista(s)                                                          | Duración |  |
| 1.               | «Make It Shine» (Victorious Theme) | Victorious cast con Victoria Justice                                | 3:07     |  |
| 2.               | «Freak the Freak Out»              | Victorious cast con Victoria Justice                                | 3:54     |  |
| 3.               | «Best Friend's Brother»            | Victorious cast con Victoria Justice                                | 3:38     |  |
| 4.               | «Beggin' on Your Knees»            | Victorious cast con Victoria Justice                                | 3:13     |  |
| 5.               | «All I Want Is Everything»         | Victorious cast con Victoria Justice                                | 3:02     |  |
| 6.               | «You're the Reason»                | Victorious cast con Victoria Justice                                | 2:53     |  |
| 7.               | «Give It Up»                       | Victorious cast con Elizabeth Gillies & Ariana Grande               | 2:45     |  |
| 8.               | «I Want You Back»                  | Victorious cast featuring Victoria Justice                          | 2:59     |  |
| 9.               | «Song 2 You»                       | Victorious cast con Leon Thomas III & Victoria Justice              | 3:38     |  |
| 10.              | «Tell Me That You Love Me»         | Victorious cast con Victoria Justice & Leon Thomas III              | 2:41     |  |
| 11.              | «Finally Falling»                  | Victorious cast con Victoria Justice                                | 2:50     |  |
| 12.              | «Leave It All to Shine»            | iCarly and Victorious casts con Miranda Cosgrove & Victoria Justice | 2:12     |  |
| 36:52            |                                    |                                                                     |          |  |

| iTunes Store |                |                                  |          |  |
| N.º          | Título         | Artist(s)                        | Duración |  |
| 13.          | «Broken Glass» | Victorious cast con Matt Bennett | 2:25     |  |
| 39:17        |                |                                  |          |  |

## Posicionamiento en listas
| Lista (2011-2012)                     | Mejor posición |
| ------------------------------------- | -------------- |
| Alemania (Offizielle Top 100)         | 100            |
| Austria (Ö3 Austria)                  | 35             |
| España (PROMUSICAE)                   | 36             |
| Estados Unidos (Billboard 200)        | 5              |
| Estados Unidos Kid Albums (Billboard) | 1              |
| Estados Unidos (Soundtrack Albums)    | 1              |
| Reino Unido (UK Compilation Albums)   | 10             |
| Suiza (Schweizer Hitparade)           | 69             |

| Lista (2011)                                 | Posición |
| -------------------------------------------- | -------- |
| Estados Unidos Kid Albums (Billboard)        | 9        |
| Estados Unidos Soundtrack Albums (Billboard) | 16       |
| Lista (2012)                                 | Posición |
| Estados Unidos Kid Albums (Billboard)        | 10       |
| Estados Unidos Soundtrack Albums (Billboard) | 23       |

## Certificaciones
| País        | Organismo certificador | Certificación |
| ----------- | ---------------------- | ------------- |
| Reino Unido | BPI                    | Plata         |

## Historial de Lanzamiento
| Región         | Fecha                 | Versión          | Discográfica           |
| -------------- | --------------------- | ---------------- | ---------------------- |
| Estados Unidos | 2 de agosto de 2011   | Descarga digital | Columbia/Epic          |
| Estados Unidos | 3 de agosto de 2011   | CD               | Columbia/Epic          |
| Reino Unido    | 9 de agosto de 2011   | Descarga digital | Columbia UK            |
| Alemania       | 7 de octubre de 2011  | Descarga digital | Sony Music Germany     |
| Austria        | 23 de octubre de 2011 | Descarga digital | Sony Music Austria     |
| Suiza          | 30 de octubre de 2011 | Descarga digital | Sony Music Switzerland |
| España         | 26 de febrero de 2012 | Descarga digital | Sony Music España      |

## Créditos y Personal
Créditos adaptados de Discogs.
- A&R - Maria Egan
- A&R [Coordinación] - Jermi Thomas
- Dirección artística, diseño - Fusako Chubachi
- Ingeniero - CJ Abraham (pistas: 2), Emily Wright (pistas: 1), Michael Corcoran (pistas: 2, 6, 7, 10 a 13), Mighty Mike McGarity* (pistas: 3)
- Ingeniero [Asistente de mezcla] - Tim Roberts (pistas: 1, 4)
- Ingeniero [para la mezcla] - John Haines (pistas: 1, 4)
- Productor ejecutivo - Dan Schneider (5)
- Dirección [Ejecutivo a cargo de la música en Nickelodeon] - Doug Cohn
- Masterizado por - Brian Gardner
- Mezclado por - Backhouse Mike (pistas: 13), Greg Wells (pistas: 2, 3, 5 a 12), Serban Ghenea (pistas: 1, 4)
- Fotografía: Aaron Warkov
- Productor - KoOol Kojak* (temas: 3), Backhouse Mike (temas: 2, 6, 7, 10 a 13), Brian Kierulf (temas: 9), The Super Chris* (temas: 2, 6, 7, 10 a 12), Dr. Luke (temas: 1), Greg Wells (temas: 10), Josh Schwartz* (temas: 9), Kristian Lundin (temas: 4), Shellback (2) (temas: 4), Toby Gad (temas: 5)
- Productor [Vocal adicional] - Michael Corcoran (temas: 5)
- Productor [Adicional] - Backhouse Mike (temas: 9), Greg Wells (temas: 2, 5, 6)
- Programado por - KoOol Kojak* (temas: 3), Backhouse Mike (temas: 1), CJ Abraham (temas: 2), Dr. Luke (temas: 1), Greg Wells (temas: 5), Michael Corcoran (temas: 6), Shellback (2) (temas: 4), Toby Gad (temas: 5)
- Programado por [Instrumentos] - Brian Kierulf (pistas: 9)
- Grabado por - Charles Brungardt* (temas: 8), Kristian Lundin (temas: 4), Shellback (2) (temas: 4), Toby Gad (temas: 5)
- Grabado por Leon Thomas III voz] - Brian Kierulf (temas: 9)
- Grabado por Victoria Justice voz] - Backhouse Mike (temas: 9)

## Concierto Walmart Soundcheck
Victorious in Concert (oficialmente Victorious Featuring Victoria Justice: In Concert) fue un concierto de una sola noche celebrado el 26 de mayo de 2011 en el Avalon Theater en Avalon, California. El concierto fue gratuito, y era para promocionar el inminente lanzamiento de la banda sonora.
Fue presentado por Degree Girl, Dove, Suave, Walmart Soundcheck, y se publicitó con concursos en revistas orientadas a adolescentes.
Walmart Soundcheck financió el evento y filmó el espectáculo para transmitirlo en el sitio web de Walmart Soundcheck. Nickelodeon se asoció con Walmart para lanzar mercancía de Victorious, y el concierto se transmitió en los televisores de las tiendas Walmart durante la temporada de regreso a clases.
En el concierto actuaron Victoria Justice, con Leon Thomas III, Elizabeth Gillies, Ariana Grande, Matt Bennett, Daniella Monet y Avan Jogia reparto principal del programa.

## Repertorio
1. "Make It Shine"
2. "Freak the Freak Out"
3. "Song 2 You"
4. "Best Friend's Brother"
5. "I Want You Back"